# Roberto Di Donna
Roberto Di Donna, född 8 september 1968 i Rom, är en italiensk sportskytt.
Han tävlade i olympiska spelen 1988, 1992, 1996 samt 2000 och blev olympisk guldmedaljör i luftpistol vid sommarspelen 1996 i Atlanta.